# Jacques-Édouard Alexis
Jacques-Édouard Alexis. (21 de septiembre de 1947) es un político haitiano que fue desde 1999 a 2001 y de 2006 a 2008 primer ministro de Haití, Alexis perdió una moción de censura en el Senado debido a su incapacidad de frenar la crisis alimenticia de 2008.

## Biografía
Alexis nació en Gonaïves se graduó de la Facultad de agrónomos y medicina veterinaria en la Universidad Estatal de Haití y fue el primer rector de la Universidad de Quisqueya de 1990 a 1995. Fue ministro de Educación Nacional, Juventud y Deportes antes de ser nombrado primer ministro por primera vez durante la presidencia de René Préval. Ejerció sus funciones de primer ministro desde el 26 de marzo de 1999 hasta el 7 de febrero de 2001.
En febrero de 2006 Préval fue reelegido presidente y tres días después de asumir el cargo de presidente volvió a nombrar a Alexis como primer ministro (17 de mayo). La candidatura fue ratificada casi por unanimidad por ambas cámaras del parlamento así que Alexis y su gobierno prestaron juramento el 9 de junio de 2006. Su segundo gobierno consistió en una coalición de seis partidos, incluyendo los partidos Lespwa de Préval, Fusión de los Socialdemócratas Haitianos, Organización del Pueblo en Lucha y el Fanmi Lavalas de Jean-Bertrand Aristide.

## Disturbios de 2008
El 4 de abril de 2008 el país caribeño se sumió en disturbios, debidos al descontento general provocado por la presencia de soldados de la ONU, que dispararon contra la multitud, pero sobre todo por la carestía de alimentos básicos por culpa de los altos precios, causados por la exportación de cereales a EE. UU. para fabricar biocombustibles, así como las inundaciones. Así mientras antes de la política de liberalización que el FMI concedió y su gobierno aceptó, los haitianos eran autosuficientes en el sector alimentario cubriendo sus necesidades y sin embargo tras el plan de liberalización utiliza el 80% de los ingresos de sus exportaciones en pagar las importaciones, sobre todo arroz.
En la esfera política, el 10 de abril, se anunció que 16 senadores firmaron una carta aconsejando a Alexis dimitir calificando sus propuestas para resolver la crisis como insuficientes y tardías y evidenciando que su gobierno no contaba con el apoyo popular para aliviar la miseria nacional. El 12 de abril Alexis perdió la moción de censura en el Senado haitiano.